# Coolham
Coolham – osada w Anglii, w hrabstwie West Sussex, w dystrykcie Horsham. Leży 32 km na północny wschód od miasta Chichester i 61 km na południe od Londynu.